# Прамод Бхагат

Прамод Бхагат (англ. Pramod Bhagat, нар. 4 червня 1988) — індійський професійний гравець з пара-бадмінтону з міста Хаджипур, Біхар. Переміг у чоловічому одиночному стилі SL3 з пара-бадмінтону.

## Раннє життя та навчання
Прамод родом з Хаджипур в районі Вайшалі. Він один із шести братів і сестер. У віці п'яти років, у нього розвинувся дефект на лівій нозі. У 13 років він вперше побачив матч з бадмінтону і захопився цією грою. Протягом наступних двох років він постійно тренувався і розробляв ногу. Прамод зіграв свій перший турнір проти гравців звичайної категорії, коли йому було 15 років. Завдяки підтримці глядачів, він не покинув гру і продовжив тренування.

## Нагороди
- 2019 рік — премія Арджуна